# Sport Clube Maria da Fonte
El SC Maria da Fonte es un equipo de fútbol de Portugal que juega en la Liga Regional de Braga, la quinta división de fútbol en el país.

## Historia
Fue fundado en el año 1925 en la ciudad de Póvoa de Lanhoso en el distrito de Braga y está afiliado a la Asociación de Fútbol de Braga, con lo que pueden participar en los torneos organizados por la asociación.
En su historia cuenta con un título de la desaparecida Tercera División de Portugal en la temporada 2005/06, así como algunos títulos distritales y algunas apariciones en la Copa de Portugal.

## Palmarés
- Tercera División de Portugal: 1

2005/06
- Liga Regional de Braga: 2

1998/99, 2017/18
- Copa de Braga: 3

1973/74, 1974/75, 1978/79

## Jugadores

### Jugadores destacados
- Orlando Sá